# Šarengradska ada
Šarengradska ada je hrvatski riječni otok na Dunavu, na dijelu gdje ova rijeka čini granicu s Vojvodinom, odnosno sa Srbijom. Najveća je ada u Hrvatskoj (P=6,7 km²).
Površine je 999 hektara. Kao što ime govori, nalazi se nedaleko Šarengrada. Nastala je umjetno 1892. godine. Tad je prokopan novi tok Dunava radi stvaranja preduvjeta za nesmetan riječni promet.
U ovom dijelu Europe najveći je ornitološki rezervat nakon Kopačkog rita. Najveće je prirodno mrjestilište divljeg šarana na Dunavu, stanište velikog broja divljih životinja, bogato lovište, dom rijetkih gnijezda gotovo izumrlih orlova ribara, te stanište kvalitetnog i rijetkog drveća i bilja. Gospodarski je važno i u svinjogojstvu i govedarstvu. Na ovom otoku stanovnici Šarengrada na prirodan su način uzgajali tisuće svinja i krava kao i na stotine konja. Bilo je registrirano i više desetaka riječnih ribara alasa.

## Politički status
U SFR Jugoslaviji, ovaj otok se nalazio u sastavu SR Hrvatske. Tijekom Domovinskog rata JNA je osvojila ovaj otok, te ga do kraja rata drži pod okupacijom.
Godine 1991. Hrvatska postaje neovisna. Odlukom Badinterove komisije republičke granice postaju državne tako da Šarengradska ada postaje i službeno hrvatski otok pod srpskom okupacijom.
Godine 1998. mirovnim sporazumom Baranja, zapadni Srijem i Istočna Slavonija su vraćene Hrvatskoj, ali Srbija odbija vratiti Šarengradsku adu koja ostaje pod vojnom okupacijom. Pod okupacijom SR Jugoslvije ostaju i još neki otoci na lijevoj obali Dunava.
Pripadnici vojske koja vrši okupaciju otoka 2002. godine otvaraju vatru na župana Vukovarsko-Srijemske županije Nikolu Šafera i njegovu pratnju u kojoj se nalazilo i četvero djece dok je išao na sastanak s njegovim srbijanskim kolegom.
Godine 2004. Srbija povlači vojsku sa Šarengradske ade. No i dalje je nazočna policija Srbije na tom teritoriju. Hrvatski državljani ne mogu pristupiti svojim posjedima na Šarengradskoj adi. Srbija još uvijek odbija vratiti Šarengradsku adu Hrvatskoj odbijajući ispoštovati odluke Badinterove komisije zahtijevajući promjenu granice kako bi mogla anektirati ovaj otok. Srbija inzistira da razgraničenje treba ići sredinom rijeke Dunav. Granica sredinom Dunava je mirovnim sporazumom iz 1998. određena kao privremena. 
Iako je po Badinterovoj komisiji dijelom teritorija RH, PU vukovarsko-srijemska je od 2002. godine evidentirala da je ophodni brod srbijanske vojske 151 put povrijedio državnu granicu.
Otok je još pod srpskom okupacijom. Na problem je upozoravao bivši hrvatski saborski zastupnik Pero Ćorić. Dokumentarni film Srpska okupacija šarengradske Ade bavi se tom temom.

## Vanjske poveznice
|  | Zajednički poslužitelj ima još gradiva o temi Šarengradska ada |